# Finale du Grand Prix IAAF 1993
Navigation
Édition précédente Édition suivante
La 9e Finale du Grand Prix de l'IAAF s'est déroulée le 10 septembre 1993 à Londres. Dix-sept épreuves figurent au programme (9 masculines et 8 féminines).

## Classement général

### Hommes
1. Sergueï Bubka : 72 points
2. Jan Železný : 72 points
3. Colin Jackson : 72 points

### Femmes
1. Sandra Farmer-Patrick  : 72 points
2. Sonia O'Sullivan : 72 points
3. Stefka Kostadinova : 72 points

## Résultats

### Hommes
| Épreuves         | Or                                       | Argent                                | Bronze                                   |
| ---------------- | ---------------------------------------- | ------------------------------------- | ---------------------------------------- |
| 200 m            | Frankie Fredericks Namibie 20 s 34       | John Regis Royaume-Uni 20 s 34        | Michael Johnson États-Unis 20 s 41       |
| 400 m            | David Grindley Royaume-Uni 44 s 81       | Butch Reynolds États-Unis 44 s 96     | Quincy Watts États-Unis 45 s 06          |
| 1 500 m          | Noureddine Morceli Algérie 3 min 31 s 60 | Abdi Bile Somalie 3 min 34 s 65       | Matthew Yates Royaume-Uni 3 min 35 s 04  |
| 5 000 m          | Ismael Kirui Kenya 13 min 23 s 26        | Richard Chelimo Kenya 13 min 24 s 30  | Stéphane Franke Allemagne 13 min 25 s 36 |
| 3 000 m steeple  | Patrick Sang Kenya 8 min 15 s 53         | Moses Kiptanui Kenya 8 min 15 s 66    | Julius Kariuki Kenya 8 min 16 s 26       |
| 110 m haies      | Colin Jackson Royaume-Uni 13 s 14        | Tony Jarrett Royaume-Uni 13 s 35      | Mark McKoy Canada 13 s 36                |
| Saut à la perche | Sergueï Bubka Ukraine 6,05 m             | Grigoriy Yegorov Kazakhstan 5,90 m    | Maksim Tarasov Russie 5,80 m             |
| Saut en longueur | Mike Powell États-Unis 8,54 m            | Ivailo Mladenov Bulgarie 8,20 m       | Tony Barton États-Unis 8,12 m            |
| Lancer du disque | Lars Riedel Allemagne 64,90 m            | Anthony Washington États-Unis 64,62 m | Jürgen Schult Allemagne 64,12 m          |

### Femmes
| Épreuves        | Or                                       | Argent                                  | Bronze                                   |
| --------------- | ---------------------------------------- | --------------------------------------- | ---------------------------------------- |
| 100 m           | Gwen Torrence États-Unis 11 s 03         | Irina Privalova Russie 11 s 09          | Juliet Cuthbert Jamaïque 11 s 22         |
| 800 m           | Maria Mutola Mozambique 1 min 57 s 35    | Lyubov Gurina Russie 1 min 59 s 07      | Svetlana Masterkova Russie 1 min 59 s 28 |
| Mile            | Lyubov Kremlyova Russie 4 min 24 s 40    | Sonia O'Sullivan Irlande 4 min 24 s 97  | Violeta Beclea Roumanie 4 min 27 s 64    |
| 3 000 m         | Sonia O'Sullivan Irlande 8 min 38 s 12   | Yvonne Murray Royaume-Uni 8 min 41 s 99 | Alison Wyeth Royaume-Uni 8 min 47 s 96   |
| 400 m haies     | Sandra Farmer-Patrick États-Unis 53 s 69 | Sally Gunnell Royaume-Uni 53 s 82       | Kim Batten États-Unis 53 s 86            |
| Saut en hauteur | Stefka Kostadinova Bulgarie 1,98 m       | Alina Astafei Roumanie 1,91 m           | Hanne Haugland Norvège 1,91 m            |
| Triple saut     | Yolanda Chen Russie 14,39 m              | Galina Chistyakova Russie 14,12 m       | Irina Mushayilova Russie 13,83 m         |
| Lancer du poids | Svetlana Krivelyova Russie 19,61 m       | Astrid Kumbernuss Allemagne 19,37 m     | Vita Pavlysh Ukraine 19,22 m             |